# Bryan Gil
Bryan Gil Salvatierra (* 11. Januar 2001 in Barbate) ist ein spanischer Fußballspieler, der aktuell beim englischen Erstligisten Tottenham Hotspur unter Vertrag steht und an den FC Girona ausgeliehen wurde. Der Flügelspieler ist spanischer Nationalspieler.

## Karriere

### Verein
Bryan Gil wechselte im Jahr 2012 in die Jugendakademie des FC Sevilla, nachdem er zuvor für seinen Heimatverein Barbate CF gespielt hatte. Zur Saison 2018/19 wurde er in den Kader der Reservemannschaft befördert, welche in der dritthöchsten spanischen Spielklasse spielte. Sein Debüt im Profibereich gab er dann am 26. August 2018 bei der 0:1-Heimniederlage gegen UD Ibiza. Sein erstes Tor erzielte er zwei Wochen später beim 2:1-Heimsieg gegen CD San Fernando. Am 12. Dezember unterzeichnete er bei den Hispalenses einen Vertrag bis Sommer 2022.
Am 6. Januar 2019 folgte dann sein Debüt er in der LaLiga. Beim 1:1-Unentschieden im heimischen Estadio Ramón Sánchez Pizjuán gegen Atlético Madrid wurde er in der Schlussphase für Wissam Ben Yedder eingewechselt. Danach kam er zusätzlich zu seinen Auftritten in der Reservemannschaft auch als Einwechselspieler in der ersten Mannschaft zum Einsatz. Am 25. April traf er beim 5:0-Heimsieg gegen Rayo Vallecano und wurde damit zum ersten Spieler, welcher im 21. Jahrhundert geboren wurde und in der höchsten spanischen Spielklasse ein Tor erzielen konnte. Bis zum Ende der Saison 2018/19 konnte er elf Einsätze in der LaLiga sammeln.
Nachdem er in der folgenden Spielzeit 2019/20 bis Ende Januar 2020 nur zu zwei Ligaspielen gekommen war, wurde er am 30. Januar 2020 bis zum Ende der Saison an den Ligakonkurrenten CD Leganés ausgeliehen. Dort wurde er häufig als Einwechselspieler eingesetzt und am 19. Juli 2020 (38. Spieltag) erzielte er beim 2:2-Unentschieden gegen Real Madrid sein einziges Tor in 12 Ligaeinsätzen für die Pepineros. Mit dem Verein musste er den Abstieg in die zweitklassige Segunda División hinnehmen, welchem er jedoch mit seiner Rückkehr zu seinem Stammverein FC Sevilla entging.
Am 5. Oktober 2020 wurde er für die gesamte Saison 2020/21 an die SD Eibar ausgeliehen und erzielte in 28 Ligaspielen 4 Treffer für den Verein.
Ende Juli 2021 wurde der 20-Jährige vom englischen Erstligisten Tottenham Hotspur mit einer fünfjährigen Vertragslaufzeit verpflichtet. Nachdem er in der Hinrunde der Premier League 2021/22 neunmal eingewechselt wurde, verlieh ihn Tottenham am 31. Januar 2022 zurück nach Spanien an den FC Valencia.
Im Januar 2023 verlieh Tottenham ihn nochmals an den FC Sevilla, er kehrte im Juli 2023 wieder zurück zu Tottenham Hotspur. Im Juli 2024 verlieh Tottenham ihn wiederum an den FC Girona.

### Nationalmannschaft
Gil repräsentierte sein Heimatland bisher in diversen Juniorennationalmannschaften. Mit der U19 nahm er an der U-19-Europameisterschaft in Armenien teil. Bei diesem kam er in allen Spielen zum Einsatz und konnte das Turnier mit Spanien gewinnen. Ende Juni 2021 wurde Gil in den Kader der spanischen Olympiaauswahl für das Fußballturnier der Olympischen Sommerspiele 2021 berufen.
Seit 2021 spielt er zudem für die spanische Nationalmannschaft, wo er bisher jedoch nur 4 Spiele hatte.

## Erfolge
FC Sevilla
- Europa-League-Sieger: 2023